# Lieder wie Orkane
Lieder wie Orkane ist das dritte offizielle Best-of-Album der deutschen Rockband Böhse Onkelz. Es erschien am 2. Dezember 2011 über das bandeigene Label Rule23 Recordings. Die Kompilation enthält vier CDs und eine DVD mit insgesamt 50 Titeln.

## Inhalt
Das Album enthält Titel von vielen verschiedenen Alben der Band. Darunter auch Live-Aufnahmen der Lieder Erinnerungen aus Berlin und Nichts ist für die Ewigkeit aus Dortmund. Außerdem sind vier zuvor unveröffentlichte Live-Mitschnitte der Songs Ich bin in dir, Auf gute Freunde, Ein langer Weg und Der Platz neben mir I & II von einem Konzert der Gruppe auf dem Loreley-Felsen im Jahr 2003 enthalten. Diese sind auch visuell auf der DVD festgehalten.

## Covergestaltung
Das Albumcover ist schwarz-weiß gehalten. Es zeigt einen gemalten schwarzen Tornado (Orkan), auf dessen Spitze die Gesichter der vier Bandmitglieder, jeweils mit Sonnenbrille, zu sehen sind – von links nach rechts: Stephan Weidner, Kevin Russell, Matthias Röhr und Peter Schorowsky. Links unten im Bild befinden sich die schwarzen Schriftzüge Böhse Onkelz und Lieder wie Orkane. Der Hintergrund ist komplett weiß.

## Titellisten
| CD 1 1. Die Firma – 4:18 2. Feuer – 3:34 3. Wiedermal ’nen Tag verschenkt – 4:07 4. Ich bin in dir – live auf der Loreley – 2:54 5. Onkelz vs. Jesus – 3:29 6. Ich mache was ich will – 5:54 7. Zu nah an der Wahrheit – 6:19 8. Scheißegal – 2:36 9. So sind wir – 3:45 10. Diese Lieder – 5:11 11. Terpentin – 3:54 12. Gehasst, verdammt, vergöttert – 3:06 CD 2 1. Narben – 4:21 2. Mutier mit mir – 4:09 3. Sowas hat man – 5:01 4. Das ist mein Leben – 4:14 5. Auf gute Freunde – live auf der Loreley – 6:31 6. Ein langer Weg – live auf der Loreley – 4:06 7. Koma – Eine Nacht die niemals endet – 4:57 8. Hast du Sehnsucht nach der Nadel – 3:48 9. Zuviel – 5:13 10. Nur die Besten sterben jung – 3:58 11. Der Platz neben mir I & II – live auf der Loreley – 10:24 12. Erinnerungen – live in Berlin – 5:51 | CD 3 1. Das Wunder der Persönlichkeit – 5:15 2. Kinder dieser Zeit – 3:04 3. Entfache dieses Feuer – 4:21 4. Leere Worte – 4:23 5. 1000 Fragen – 5:00 6. Einmal – 4:20 7. Zieh mit den Wölfen – 4:08 8. Nichts ist für immer da – 5:30 9. Der Schrei nach Freiheit – 3:45 10. 28 – 4:27 11. Das Geheimnis meiner Kraft – 3:49 12. Lass mich gehen – 4:01 13. Baja – 8:54 CD 4 1. Deutschland im Herbst – 4:34 2. Keine Amnestie für MTV – 3:05 3. Worte der Freiheit – 5:28 4. Dunkler Ort – 4:14 5. Finde die Wahrheit – 4:05 6. Der Preis des Lebens – 7:04 7. Du kannst alles haben – 3:48 8. Nie wieder – 4:16 9. Nichts ist für die Ewigkeit – live in Dortmund – 5:20 10. Schutzgeist der Scheiße – 4:48 11. Macht für den der sie nicht will – 4:32 12. Nr. 1 – 3:53 13. Schöne neue Welt – 4:36 DVD (live auf der Loreley 2003) 1. Ich bin in dir – 2:59 2. Ein langer Weg – 4:24 3. Auf gute Freunde – 6:50 4. Der Platz neben mir I & II – 10:38 |

## Rezeption
Thomas Kupfer vom Musikmagazin Rock Hard bezeichnete das Album als „wertig aufgemachtes Package“, das auch „Songs, die eher unter der Rubrik „vergessene und übersehene Perlen“ firmierten“ enthalte.

## Chartplatzierungen
Die Kompilation stieg in der 51. Kalenderwoche des Jahres 2011 auf Platz 7 in die deutschen Albumcharts ein und hielt sich elf Wochen in den Top 100.